# Kroner Lake
Kroner Lake är en sjö i Antarktis. Den ligger i Sydshetlandsöarna. Argentina, Chile och Storbritannien gör anspråk på området.
I övrigt finns följande vid Kroner Lake:
- Airstrip Crater (ett berg)